# SEAT Fura
De Seat Fura is een wagen uit de compacte klasse van het Spaanse automerk Seat.

## Geschiedenis
De Seat Fura is een compacte drie- of vijfdeurs hatchback die werd gebouwd tussen 1981 en 1986 als een doorontwikkeling van de Seat 127 die gebaseerd was op de Fiat 127. Na de overname van Seat door de Volkswagen-groep leek het niet meer gepast om de eerdere verbintenis met Fiat te benadrukken. Daarom werd het model hernoemd en vanaf 1982 voorzien van een nieuwe voor- en achterzijde. De 127-koetswerkvarianten met een klein kofferdeksel en de recreatieve kübelwagen Samba vervielen. Onder de naam El Nasr Super Fura werd de auto ook geassembleerd in Caïro (Egypte).
Naast de twee motorvarianten van de voorganger met 903 cc en 34,5 kW (47 pk) en 1010 cc met 38 kW (52 pk) werd de motor van de Seat 1430 aangeboden met 1438 cc en 55 kW (75 pk). Deze motor had een tandriemaangedreven nokkenas en werd ook gebruikt in de Seat 1430 Sport "Bocanegra" en in de Seat 128 Coupé. Dit beter uitgeruste model met sportieve accessoires heette Fura Crono, de topsnelheid was 160 km/u.

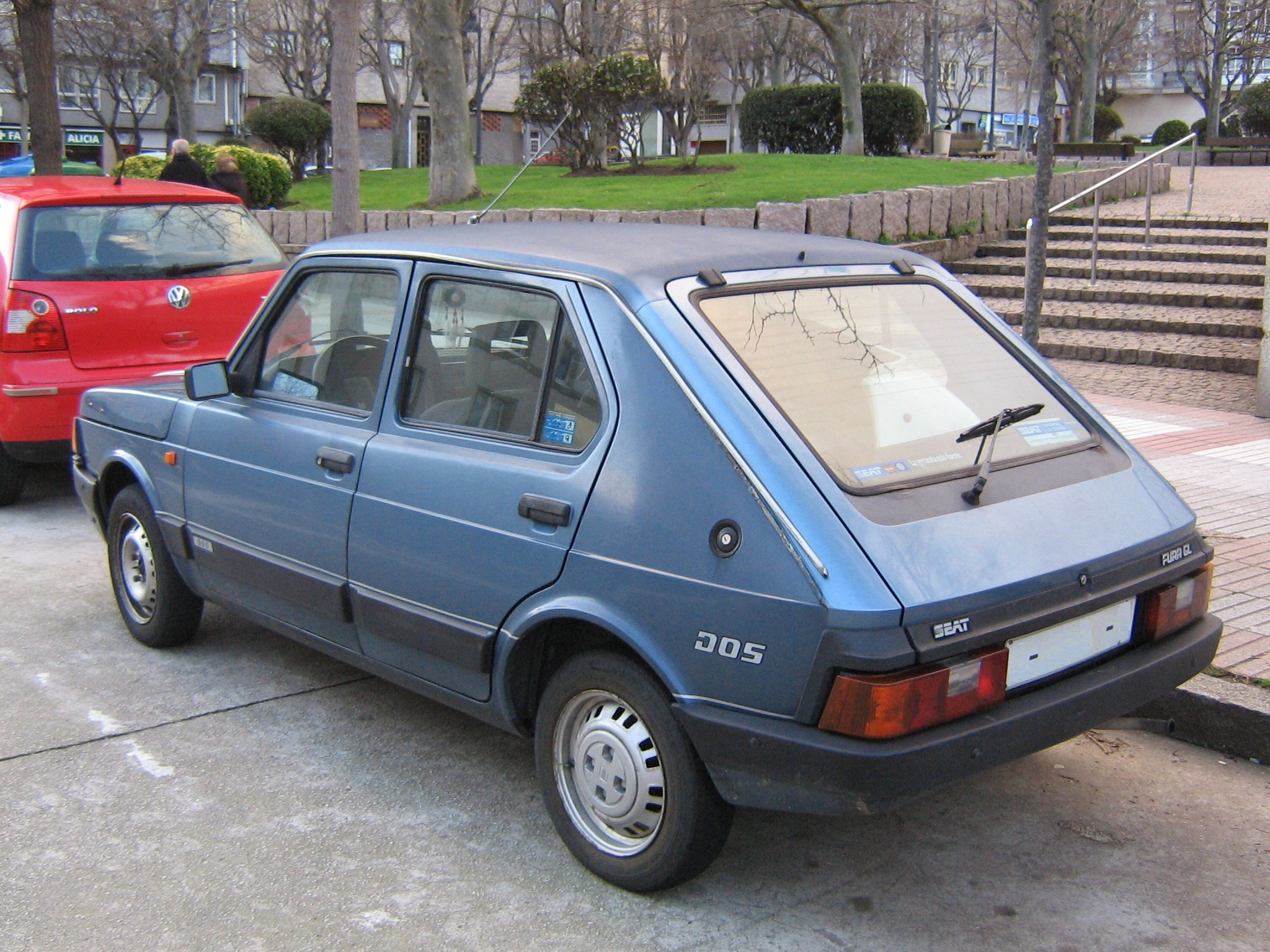
Seat Fura Dos (1983-1986)

In 1983 verliep de door Fiat verleende licentieperiode en moest Seat het model opnieuw ontwerpen om het te onderscheiden van het Italiaanse origineel, waardoor de tweede serie op de markt kwam als Seat Fura Dos. De auto kreeg een nieuw front met kleinere koplampen, een gewijzigde motorkap en achterklep, verloor de driehoeksruitjes in de voorportieren en maakte daarmee ruimte voor de nieuwe buitenspiegels. Verder waren er nieuwe stootlijsten opzij, andere velgen en opschriften aan de zijkanten met het woord "DOS".
Eind 1985 werd de productie van de Seat Fura stopgezet. Samen met zijn voorganger was hij het meest succesvolle model (meer dan 1,3 miljoen exemplaren) van de Spaanse autofabrikant. Zijn opvolger de Seat Ibiza kwam al in het voorjaar van 1984 (april) op de markt.